# Lily Braun
Lily Braun, pseudonimo di Amalie von Kretschmann (Halberstadt, 2 luglio 1865 – Zehlendorf, 8 agosto 1916), è stata una scrittrice e politica tedesca femminista del Partito Socialdemocratico Tedesco (SPD).

## Biografia
Nacque a Halberstadt, nella provincia di Sassonia del regno di Prussia, figlia di Hans von Kretschmann, generale di fanteria nell'esercito prussiano e sua moglie Jenny, nata von Gustedt (1843-1903). Sua nonna materna, la scrittrice Jenny von Gustedt (1811-1890), era una figlia illegittima di Jérôme Bonaparte, fratello di Napoleone che era Re di Westfalia, e la sua amante  Diana Rabe von Pappenheim. La pronipote di Lily Braun, Marianne von Kretschmann, sposò Richard von Weizsäcker, presidente della Germania dal 1984 al 1994.
Cresciuta secondo le virtù prussiane dell'ordine e della disciplina nei luoghi mutevoli durante la carriera militare del padre, sviluppò tuttavia una personalità diretta e aperta, incoraggiata in particolare dalla nonna Jenny von Gustedt. Era considerata molto ambiziosa e la sua famiglia le ha fornito un'ampia istruzione da numerosi insegnanti privati. Fin dalla tenera età, iniziò a mettere in discussione i valori borghesi dei suoi genitori in quanto influenzati dal luteranesimo e dal calvinismo, nonché dalla posizione delle donne nella società prussiana. Quando suo padre andò in pensione nel 1890, dovette stabilire lei stessa un sostentamento sostenibile.
Dal 1893 Lily Braun fu brevemente sposata con Georg von Gizycki, professore di filosofia presso la Università Frederick William a Berlino, che era associato al Partito socialdemocratico senza però esserne iscritto. Insieme a lui è stata coinvolta nel movimento etico, che ha cercato di stabilire un sistema di moralità al posto delle religioni tradizionali. Inoltre, si è interessata alle idee del socialismo e del movimento femminista, lavorando come giornalista per il quotidiano femminista (The Women's Movement) rilasciato da Minna Cauer.
Dopo la morte del suo primo marito, si sposò nel 1896 Heinrich Braun, che era un politico socialdemocratico e pubblicista. La coppia ebbe un figlio, Otto Braun, un poeta di grande talento che fu ucciso al  Fronte occidentale negli ultimi mesi della prima guerra mondiale.
Lily Braun si unì all'SPD in tenera età e divenne una delle leader del movimento femminista tedesco. All'interno del partito, faceva parte dell'opposizione revisionista all'interno dell'SPD, che non credeva nelle teorie del materialismo storico, ma mirava a un cambiamento graduale nella società, piuttosto che a una rivoluzione socialista. I suoi tentativi di mediazione tra circoli femministi proletari e borghesi furono pesantemente criticati; allo stesso modo sono state respinte le sue proposte sulla conciliazione tra famiglia e vita lavorativa. Le sue risposte a la domanda della donna sono state particolarmente criticate da autori socialisti come Clara Zetkin, mentre i circoli della classe media consideravano le sue idee troppo radicali.
Come la sua collega attivista politica Helene Stöcker, Lily Braun è stata fortemente influenzata da Friedrich Nietzsche; lei e suo marito volevano che l'SPD si concentrasse sullo sviluppo della personalità e dell'individualità invece di livellare tutti. Le donne dovrebbero avere una propria personalità e non dovrebbero essere considerate solo come madri e mogli (future). Voleva libertà economica per le donne e sosteneva nuovi tipi di relazioni personali fino all'abolizione del matrimonio legale.
Profondamente preoccupata per la sorte di suo figlio, Lily Braun morì a Zehlendorf (oggi parte di Berlino) per le conseguenze di un ictus all'età di 51 anni, nel bel mezzo della prima guerra mondiale. alla sua morte, il suo secondo marito Heinrich Braun sposò Julie Braun-Vogelstein, che è stato anche l'editore di Collected Works di Lily Braun.

## Opere
- La questione delle donne: sviluppo storico e aspetto economico (1901)
- Verità o leggenda: una parola sulle lettere di guerra del generale von Kretschmar
- Donne incinte
- Donne e politica
- Memorie di un socialista - Anni di apprendistato (Romanzo)
- Memorie di una donna socialista - Anni di lotta (romanzo)
- Maternità: una raccolta di opere sui problemi delle donne madri
- Le lettere d'amore della marchesa
- Le donne e la guerra
- Im Schatten der Titanen: Erinnerungen an Baronin Jenny von Sustedt (In the Shadow of the Titans: Recollections of Baroness Jenny von Sustedt) (1908) - una biografia della nonna di Braun; i "Titani" del titolo furono Napoleone Bonaparte, zio di von Sustedt, e Goethe, con il quale entrò in contatto nella sua infanzia a Weimar
- Cercatori di vita

- Carriera e lavoro